# M1909 ベネット＝メルシェ
M1909 ベネット＝メルシェ（M1909 Benét–Mercié）は、20世紀初頭にオチキス社で開発・製造された軽機関銃である。オチキス Mark I（Hotchkiss Mark I）、オチキス可搬式（Hotchkiss Portative）、オチキスM1909機関銃（Hotchkiss M1909 machine gun）などとも呼ばれた。

## 設計
M1909は、オチキス製M1900重機関銃およびM1904重機関銃の設計を元とした、ガス圧作動方式かつ空冷式の軽機関銃である。オチキス社のアメリカ人マネージャー、ローレンス・ベネット（Laurence Benét）と、フランス人の助手アンリ・メルシェ（Henri Mercié）によって設計された。
最大射程は3,800 m (4,200 yd)で、重量は12 kg (27 lb)だった。当初のモデルは30連発の保弾板によって給弾が行われたが、後には弾帯による給弾も行えるようになった。給弾は銃の右側面から行われ、保弾板ないし弾帯と空薬莢は左側面に排出された。保弾板を用いる場合、保弾板が上面、弾薬が下面になるように銃の給弾口へ挿入しなければならない。セレクターを兼ねたコッキングハンドルは銃の後面に設けられ、ボルトアクションライフルのようにハンドルを持ち上げてから引き下げる動作を行うことで、ボルトキャリアを後退させた。射手から見たハンドルの向きは、右下が連射、右上が単射、上で安全、左上で装填であった。アメリカ向けモデルには二脚が設けられていたが、それ以外の国では小型三脚を設けたモデルが使われた。この小型三脚は銃の下部にあり、当時一般的だった大型の三脚とは異なり、取り外すことなく銃を持ち運ぶことが可能だった。

## 製造
製造はサン＝ドニのオチキス社工場にて始まったが、1914年には侵攻を開始したドイツ帝国軍が市街へと迫ったため、仏軍部の命令によって工場はリヨンへと疎開した。その後、イギリス政府がオチキス社の関係者を招き、コヴェントリーに新たな工場を設置した。終戦までに、この工場で40,000丁のM1909が製造された。
アメリカ向けモデルは、スプリングフィールド造兵廠とコルト社が製造を担当した。アメリカ陸軍向けには670丁が製造された。同国が20世紀後半に行った小火器調達と比較すると、M1909の調達数は非常に少なくも見えるが、当時の陸軍の規模に対しては十分だった。1915年6月30日時点で、アメリカ陸軍は大小合わせて1,236丁の機関銃を有しており、その内訳はM1904マキシム機関銃287丁、M1909ベネット＝メルシェ機関銃670丁、コルト・ブローニング機関銃（M1895、M1902、M1904）148丁、ガトリング砲131丁であった。M1909の採用に合わせて、アメリカ陸軍では.30-06弾仕様の手動式ガトリング砲が退役した。また、アメリカ海軍およびアメリカ海兵隊向けには400丁が別途調達された。コルト製のものは放熱フィンの前方に滑らかな銃身が伸びていたが、スプリングフィールド製のものは銃身交換を補助するための滑り止めが設けられていた。

## 運用
オチキスM1909（あるいはMle1909）は、8x50mmR ルベル弾仕様で、1909年にフランス軍が採用した。ただし、歩兵用火器としては支給されていない。700丁の試作品がヴェルダン要塞の防衛に組み込まれたほか、いくつかは戦闘機にも搭載されたが、信頼性の点から不評で、ルイス軽機関銃に交替している。
コヴェントリー工場では、.303ブリティッシュ弾仕様のモデルがオチキスMark I（Hotchkiss Mark I）の名称で製造された。派生型のMark I*は、木製銃床の代わりにピストルグリップを設けており、第一次世界大戦中にはイギリス軍戦車の車載機関銃として広く配備された。オチキスMark IIはL字型で着脱が容易な金属製銃床を備えたモデルだった。
フランスおよびイギリスでは、第一次世界大戦を通じて使用されたほか、第二次世界大戦でも使用されている。オーストラリア軽騎兵連隊、ニュージーランド騎馬小銃兵旅団、イギリス帝国ラクダ隊、デューク・オブ・ランカスターズ・オウン・ヨーマンリーでは、シナイおよびパレスチナの戦い（1915年 - 1917年）にて、この銃を使用した。
そのほか、ベルギー、スウェーデン、メキシコなどがM1909を採用した。この内、メキシコ革命軍が装備した本銃はアメリカ向けの.30-06弾仕様である。

### アメリカ軍

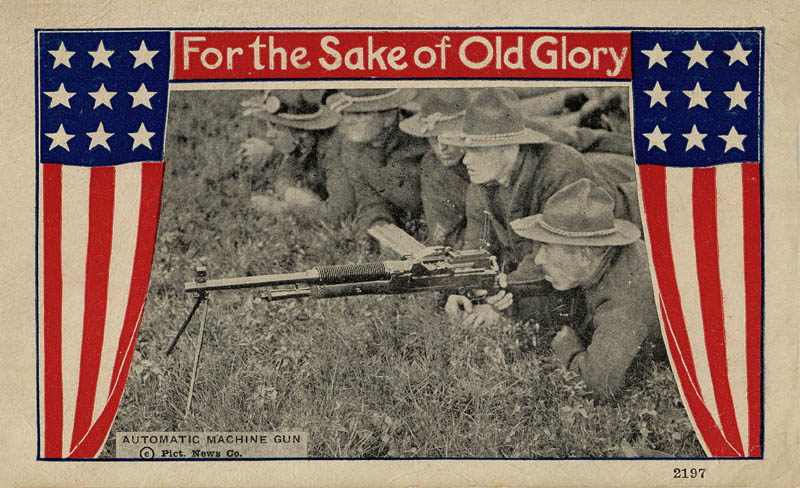
アメリカ軍のM1909射手の写真を用いた絵葉書。射手の右側に給弾手が控えている。

アメリカでは、1909年に.30-06スプリングフィールド弾仕様のモデルをベネット＝メルシェ自動小銃M1909（Benét–Mercié Machine Rifle, Caliber .30 U. S. Model of 1909）として採用した。
M1904マキシム機関銃の採用直後から、アメリカ陸軍は重量があり機動力に劣るM1904を補完する軽量機関銃の採用を模索し始めていた。1908年、スプリングフィールド造兵廠にて、3種類の軽量機関銃、すなわちデナイト銃（DeKnight）、ベネット＝メルシェ、軽マキシム銃を用いた試験が行われた。この中で、空冷式のベネット＝メルシェは軽量かつ射撃速度および精度で他2つに勝ると高く評価された。先進的な機関銃運用戦術の提唱者としても知られるジョン・"ガトリングガン"・パーカー大尉は、「ベネット＝メルシェは、これまで発明されたあらゆる機関銃の中で最も完璧な構造を有する」と述べたと伝えられている。
予算上の制約から、試験後に陸軍が購入したベネット＝メルシェは29丁のみだったが、同時に国産化の権利も取得されており、スプリングフィールド造兵廠とコルト社がオチキス社との契約のもと製造を担当した。
アメリカ軍は、1916年のコロンバスの戦いにてM1909を投入し（4丁が投入され、戦闘を通じて20,000発の発砲が行われた）、続く1916年から1917年のパンチョ・ビリャ遠征でも使用された。同遠征中には、長距離での射撃を補助するため、M1903小銃用に設計されたM1908望遠照準器が取り付けられることもあった。
だが、実戦での評判は芳しいものではなかった。アメリカ製M1909は、撃針と抽筒子が頻繁に破損した。また、アメリカの報道では「昼間の銃」（daylight gun）と呼ばれることもあった。これは夜間に破損部品の交換が困難であるとか、保弾板は上下逆さでも装填口に差し込むことができたので、暗闇で間違えて装填し弾づまりが起こったと報告されたことから、「夜には使えない」という意味合いで付けられたニックネームである。コロンバスの戦いの後、問題の調査のためジュリアン・ゾンマヴィル・ハッチャー少佐が派遣された。調査の結果、多くの問題は不十分な訓練に起因するものとされたため、パンチョ・ビリャ遠征の最中に追加の訓練が施された。結局、いくつかの欠点に加え、部品の破損もしばしば報告されたM1909は、兵士たちにとって「理想的な機関銃」とはなり得なかった。
第一次世界大戦参戦時、アメリカ陸軍ではM1904マキシム機関銃とM1909が標準的な機関銃として配備されていたが、どちらも供給が不足していた。フランス戦線にも持ち込まれたものの、M1909は訓練でのみ使用され、後継装備としてはフランス製M1915機関銃の配備が進められた。休戦までに大部分が処分された。アメリカ海兵隊では、機関銃運用の専門家として知られるエドワード・B・コール少佐からの要請もあり、参戦に先立つ1916年の時点でルイス銃への更新を発表している。

## 主な採用国
- オーストラリア[8]
- ベルギー[10]
- フランス第三共和政[10]
- ギリシャ王国[15]
- メキシコ[10]
- スウェーデン[10]
- イギリス[8]
- アメリカ[10]
- ニュージーランド[16]

## ギャラリー

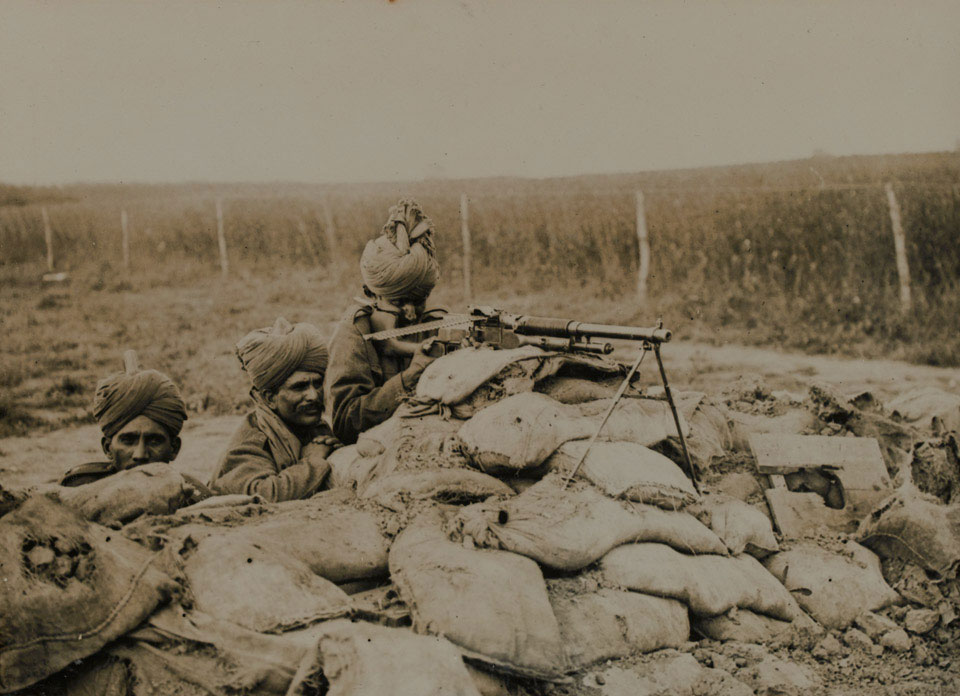
第2クイーン・ヴィクトリアズ・オウン・ラージプート軽歩兵（英語版）所属の射手。1914年 - 1915年冬、フランダース地方にて
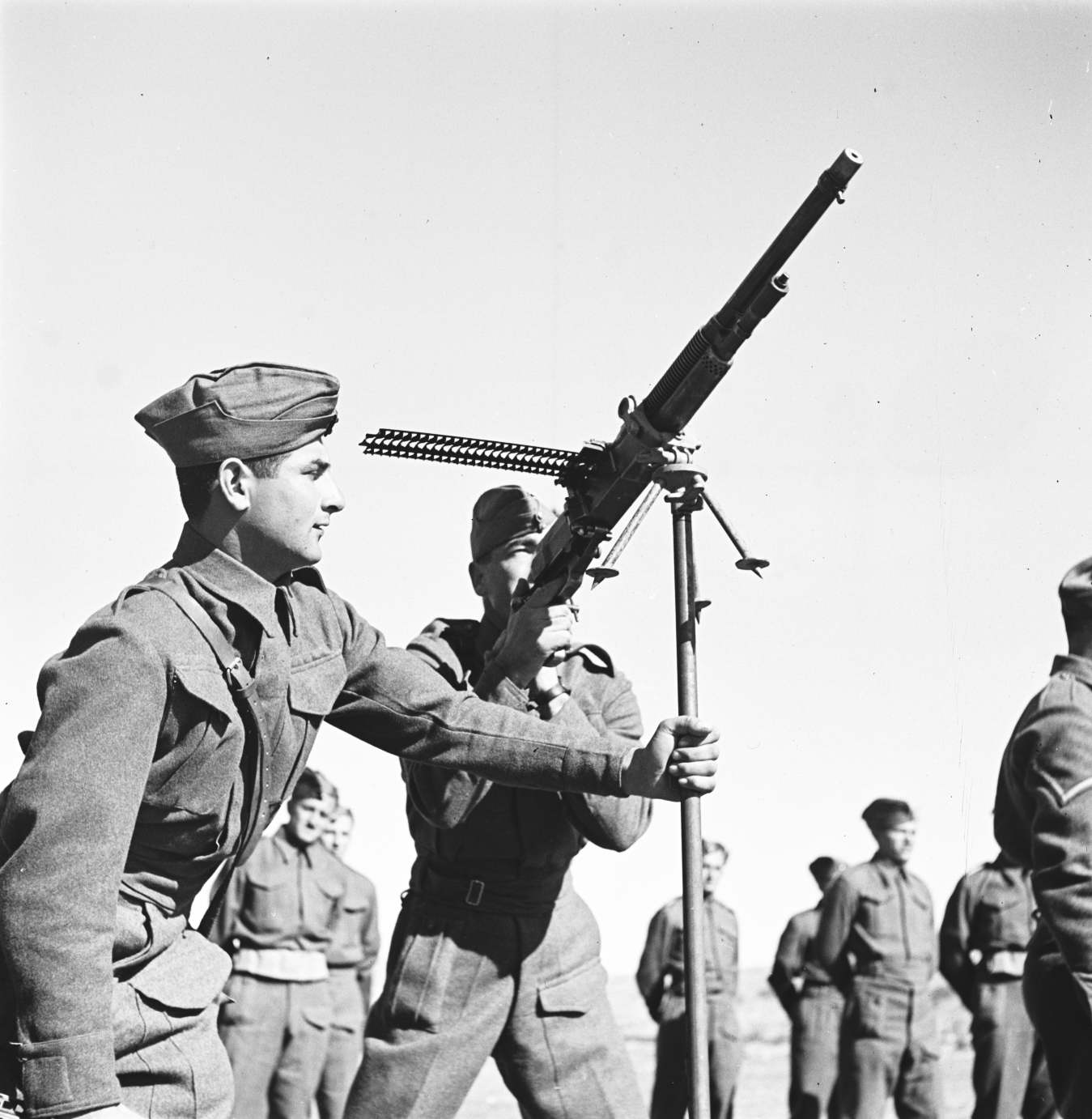
ロイヤル・イースト・ケント連隊（英語版）所属のユダヤ兵。取扱い方法の訓練を撮影したもので、保弾板には弾薬が装着されていない。1941年
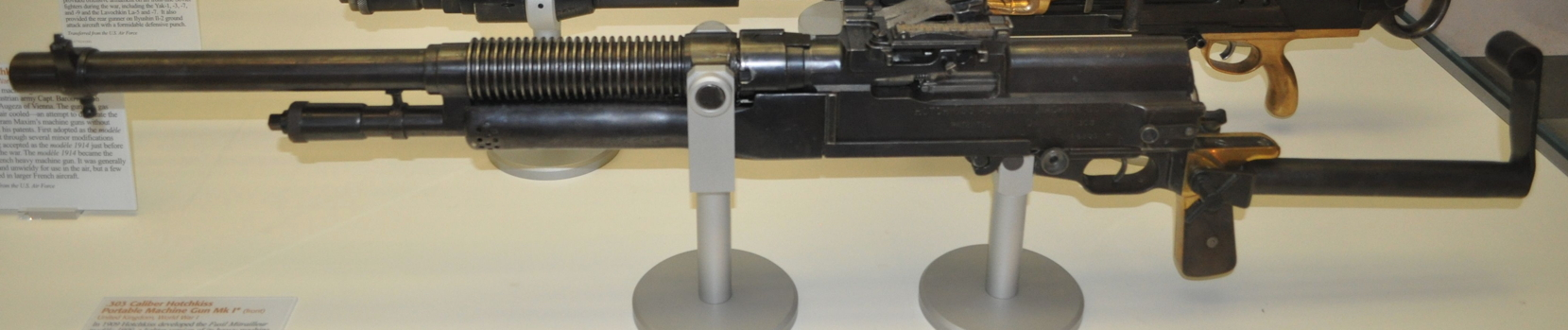
L型銃床を備えたオチキスMark II
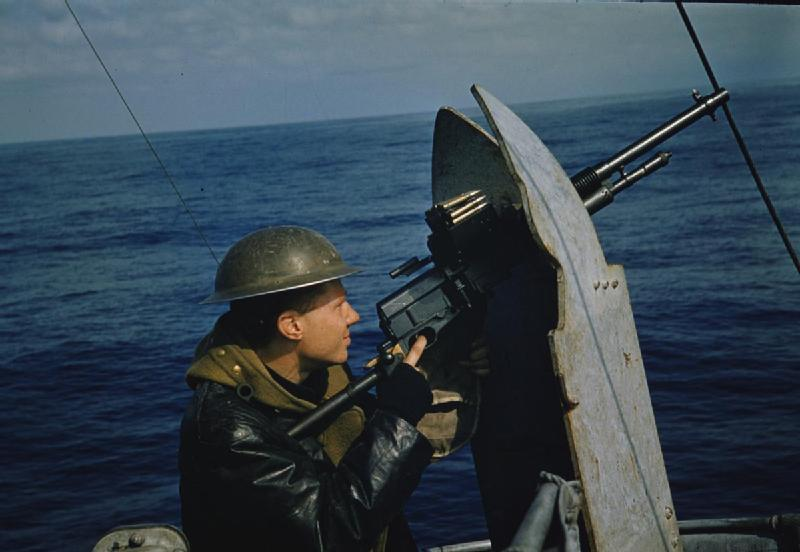
船舶に防空装備として搭載されたオチキスMark Iを構えるイギリス水兵。1942年
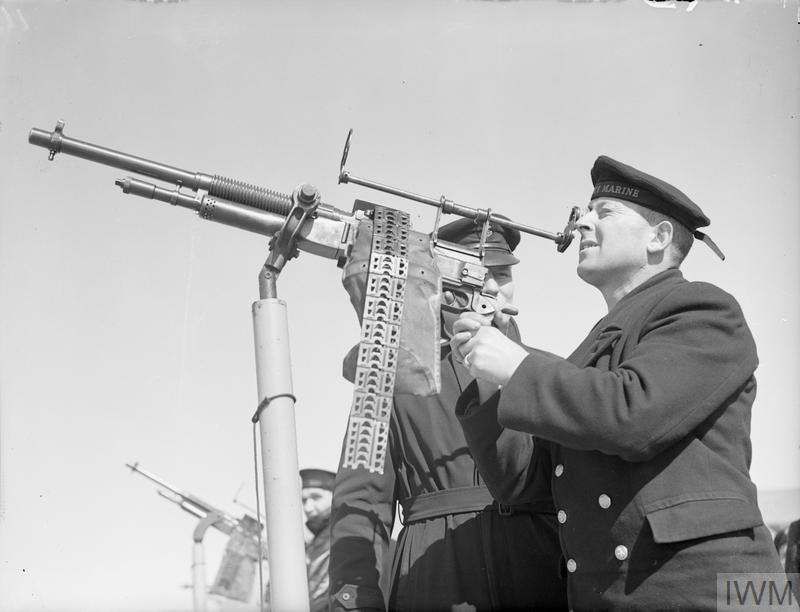
イギリスで訓練を受けるオランダの水兵。保弾板を連結したような特殊な形状の弾帯が確認できる。